# Christina Schumacher
Christina Schumacher (* 1967) ist eine Schweizer Soziologin und Professorin. Sie lehrt Architektur- und Planungssoziologie am Institut Architektur der Fachhochschule Nordwestschweiz und leitet dort die Forschung. Sie lebt in Zürich.

## Leben und Werk
Christina Schumacher studierte von 1986 bis 1993 Soziologie und Geschichte an den Universitäten Zürich und Bologna. Von 1996 bis 1998 studierte sie an der FU Berlin und am Leibniz-Institut für Raumbezogene Sozialforschung qualitative Methoden der Sozialforschung. Ergänzend machte sie von 2017 bis 2019 das MAS Raumplanung an der ETH Zürich.
Von 1993 bis 2001 forschte sie in Zürich, Berlin und Bern zu den Themen Architektur und Gender. Danach übernahm Schumacher bis 2010 die Co-Leitung der Dozentur Soziologie am Departement Architektur der ETHZ. Seit 2014 leitet sie die Forschung mit den Schwerpunkten Architektur-, Wohn- und Siedlungssoziologie am Institut Architektur der FHNW, wo sie auch lehrt.
Seit der Gründung von Créatrices, einem Schweizer Netzwerk von Frauen aus der Architektur und verwandten Berufsfeldern, ist sie Mitglied und zurzeit als Co-Präsidentin im Vorstand aktiv. Schumacher wird regelmässig für Podiumsdiskussionen und Jurierungen von Architekturwettbewerben eingeladen.

## Publikationen
- Zur Untervertretung von Frauen im Architekturberuf. In: Schweizerischer Nationalfonds, Nationales Forschungsprogramm 43: Bildung und Beschäftigung. Synthesis. Nr. 12, Bern 2004, ISBN 3-908117-79-8.[4]
- Bettina Heintz, Martina Merz, Christina Schumacher, Wissenschaft, die Grenzen schafft . Geschlechterkonstellationen im disziplinären Vergleich, transcript Verlag Bielefeld, 2004. ISBN 3-89942-196-5
- Institut Architektur der Fachhochschule Nordwestschweiz (Hg.), Hindernisfreies Wohnen. Mobilisierungspotenzial des Wohngebäudebestandes am Beispiel des Kantons Basel-Stadt. Schlussbericht im Auftrag der Pro Infirmis. Fachhochschule Nordwestschweiz Basel, 2015.
- Sorgetragen im Wohnen – eine Erweiterung zum Hallenwohnen. In: Christina Hanemann, Nicola Hilti, Christian Reutlinger: Wohnen. Zwölf Schlüsselthemen sozialräumlicher Wohnforschung. Fraunhofer, Stuttgart 2022, ISBN 978-3-7388-0512-3, S. 121–128.[5]